# McLaren MP4-19
La McLaren MP4-19 è una macchina progettata da Adrian Newey per competere nel Campionato del Mondo di Formula 1 nella Stagione 2004. La macchina è stata guidata da Kimi Räikkönen e David Coulthard. Questa macchina, derivante dalla mai nata MP4-18, è stata anche riprogettata durante la stagione, il suo nome era McLaren MP4-19 B.

## Stagione
La McLaren nella stagione 2004 ha deluso le aspettative, classificandosi solo quinta con 69 punti nel campionato costruttori, conquistati nella seconda parte della stagione. Il campionato piloti non è andato meglio, con Kimi Räikkönen settimo e David Coulthard decimo. Durante la stagione la McLaren vinse una sola gara, quella del Belgio con Kimi Räikkönen. Il miglior risultato per David Coulthard arriva in Germania (un quarto posto).

## Risultati completi
| Anno | Team    | Motore                     | Gomme | Piloti    |     |     |     |    |    |     |     |   |   |   |   |     |     |   |     |   |     |    | Punti | Pos. |
| ---- | ------- | -------------------------- | ----- | --------- | --- | --- | --- | -- | -- | --- | --- | - | - | - | - | --- | --- | - | --- | - | --- | -- | ----- | ---- |
| 2004 | McLaren | Mercedes FO 110Q 3,0 l V10 | M     | Coulthard | 8   | 6   | Rit | 12 | 10 | Rit | Rit | 6 | 7 | 6 | 7 | 4   | 9   | 7 | 6   | 9 | Rit | 11 | 69    | 5º   |
| 2004 | McLaren | Mercedes FO 110Q 3,0 l V10 | M     | Räikkönen | Rit | Rit | Rit | 8  | 11 | Rit | Rit | 5 | 6 | 7 | 2 | Rit | Rit | 1 | Rit | 3 | 6   | 2  | 69    | 5º   |

| Legenda | 1º posto     | 2º posto | 3º posto    | A punti         | Senza punti/Non class.  | Grassetto – Pole position Corsivo – Giro più veloce |
| Legenda | Squalificato | Ritirato | Non partito | Non qualificato | Solo prove/Terzo pilota | Grassetto – Pole position Corsivo – Giro più veloce |

(*) Indica quei piloti che non hanno terminato la gara ma sono ugualmente classificati avendo coperto, come previsto dal regolamento, almeno il 90% della distanza totale.